# Делимитация
Делимита́ция границы (лат. delimitatio «разметка») — определение общего положения и направления границы между сопредельными государствами путём переговоров. Делимитация с последующей демаркацией являются этапами процесса определения государственных границ.
Постановления о делимитации обычно являются составной частью мирных договоров или специальных соглашений об установлении или изменении государственных границ.

## Процедура делимитации границы

В ходе делимитации представители договаривающихся стран составляют описание границы между этими странами и наносят её карту, обычно крупномасштабную.
Материалы делимитации служат основанием для демаркации — проведения границы на местности.
Термин «Делимитация» часто используется в Международном космическом праве.